# LICTA
LICTA国际商业巨擘奖是由马来西亚国家语文出版局与全球企业家发展合作社所主办的一项奖项。
LICTA国际商业巨擘奖于2018年首次举办，至今每年举办一次。每年遴选不超过40家“杰出、具实力及可信赖”的企业，并给予这些企业肯定与表扬。

## 遴选准则
评选获胜者时，将根据定性和定量两个维度进行全面评估。遴选准则以五个方面进行评判：
1. 信用/诚信度
2. 财务实力
3. 业务增长
4. 对社会的积极影响
5. 其他

## 遴选过程
获奖者必须经过至少2个阶段的审计。
第一阶段：
1. 确保公司和董事没有任何不良记录，法律诉讼和刑事记录。
2. 禁止使用未经授权的勋衔，如虚假的拿督头衔，博士学位与教授职称。

第二阶段：
经由一群专业人士通过面试或实地考察，以定量与定性维度进行评估。在这个过程中，审计成员将会提供各自专业领域的意见，以提升企业的绩效。
第三阶段：
若无法通过第二阶段的审计，可进行上诉。

## 管理机构
为了确保奖项的可信度，LICTA的筹委会与遴选会分开并独立操作。
1. 筹委会：负责组织和确保活动的成功，由国家语文出版局总监拿督阿邦沙列胡丁（YBhg. Datuk Abang Sallehuddin Abg. Shokeran[3]）领导。[4]
2. 遴选会：负责选定当之无愧的获奖者，由融资权威拿督李治荣上校（YBhg. Dato' Lee Chee Weng）领导。[5]

## 奖项类别
1. 幼狮奖（Lion Club Awards）
2. 行业最佳大奖（Best-Of-The-Industry Awards）
3. 国际超级企业大奖（International Super Enterprise Awards），根据财务表现分成三个等级，分别是金奖、白金奖、钻石奖。
4. 终身成就奖（Exemplary Figure-Lifetime Achievement）
5. 年度人物大奖（Outstanding Figure Of The Year）